# Rotschwanzhörnchen
Das Rotschwanzhörnchen (Sciurus granatensis) ist eine Hörnchenart aus der Gattung der Eichhörnchen (Sciurus). Die sehr variable Art kommt in zahlreichen Unterarten im Süden Mittelamerikas sowie im äußersten Norden Südamerikas und auf einigen vorgelagerten Inselgruppen vor. Wie andere Eichhörnchen leben die Tiere in Bäumen und ernähren sich vor allem von Samen und Früchten der Bäume.

## Merkmale
Das Rotschwanzhörnchen erreicht eine Kopf-Rumpf-Länge von etwa 10,0 bis 28,5 Zentimetern, hinzu kommt ein etwa 14,0 bis 28,0 Zentimeter langer Schwanz. Das Gewicht beträgt 212 bis 520 Gramm. Die Tiere sind in ihrer Färbung sehr variabel und kommen in über 30 Unterarten vor. Die Rückenfärbung ist in der Regel geprägt durch ein dunkles Rot, die Variationen umfassen ein gräulich meliertes Schwarz mit Gelbstich bis zu einem dunklen Kohlschwarz mit gelben Einfärbungen. Die schwarze Farbe kann auch in Form einer deutlichen Mittellinie vorhanden sein, zudem kommt Melanismus vor. Die Bauchfärbung ist fast immer heller als die Rückenfärbung und kann von weiß über gelblich bis orangerot reichen. Der Schwanz ist oberseits leuchtend rot bis rostbraun, häufig durchsetzt mit schwarzen Haaren und manchmal mit einer schwarzen Spitze. Die Unterseite ist gelblich-braun bis schwarz, häufig durchsetzt mit roten Einwaschungen.

## Verbreitung
Das Rotschwanzhörnchen kommt im Süden Mittelamerikas sowie im äußersten Norden Südamerikas vor. Das Verbreitungsgebiet reicht von Costa Rica über Panama in den Norden von Kolumbien, Venezuela und Ecuador. Zudem ist die Art auf den Inseln von Trinidad und Tobago sowie auf der venezolanischen Insel Isla Margarita anzutreffen. Die Tiere kommen bis in Höhen von 3000 Metern vor.

## Lebensweise

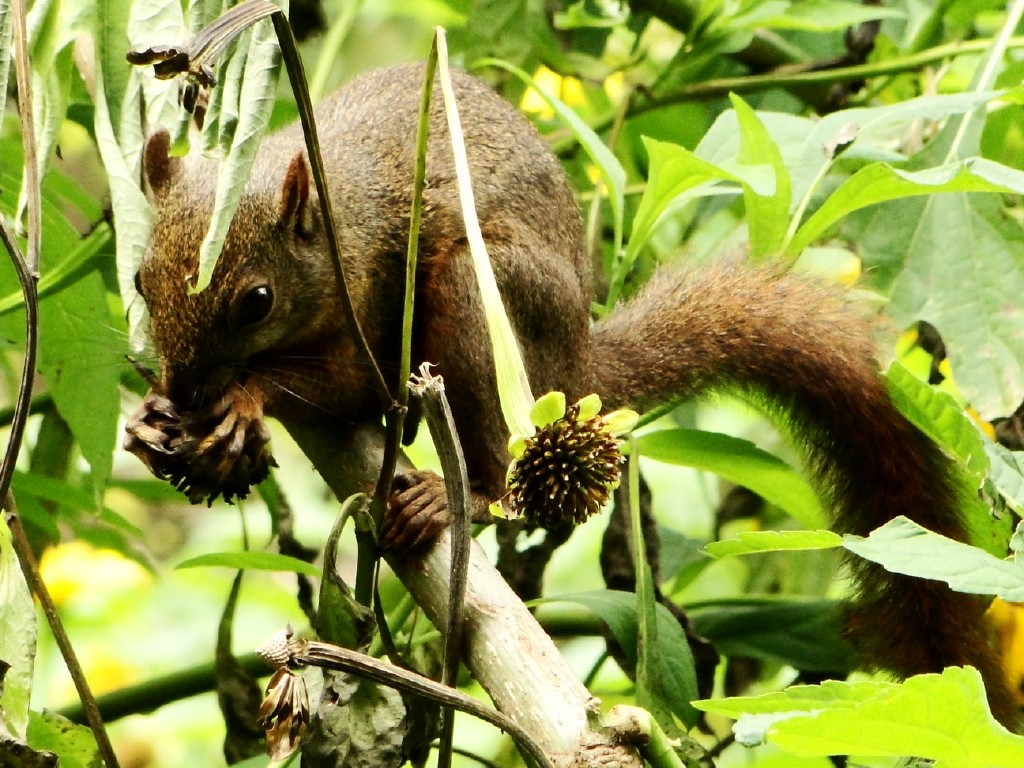
Rotschwanzhörnchen im Geäst

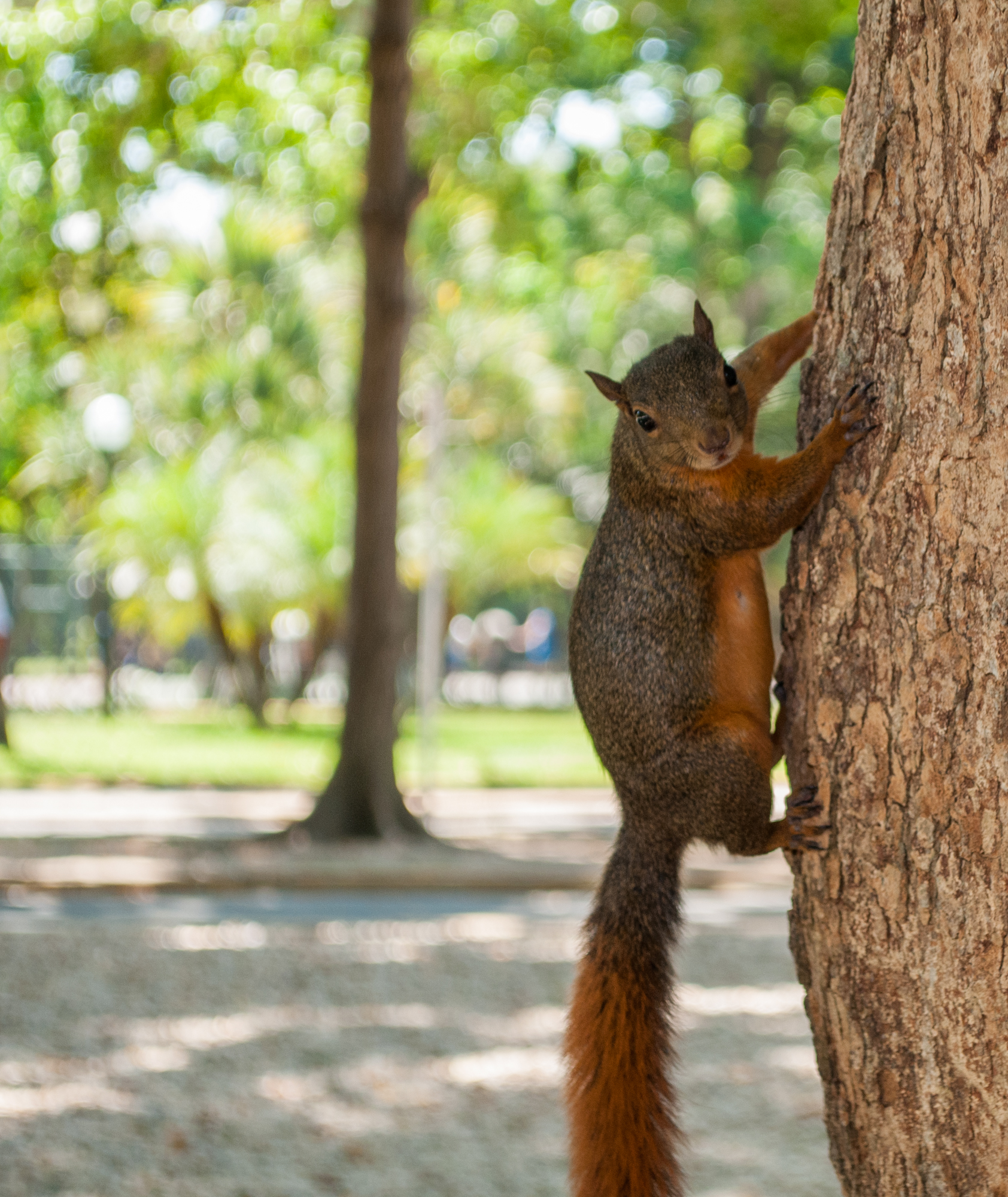
Rotschwanzhörnchen in einem Park in Valencia, Venezuela

Das Rotschwanzhörnchen lebt in sehr unterschiedlichen Waldgebieten oder anderen Baumbeständen und kommt auch in anthropogen geschaffenen Lebensräumen wie Parks oder Picknickplätzen vor. Die Tiere sind tagaktiv und ernähren sich vor allem von den größeren Baumsamen, deren dicke Samenhülle sie durchnagen, und von Früchten sowie opportunistisch von anderen Samen, Blättern, Blüten, Pilzen, Baumharz und auch tierischen Nahrungsquellen. Sie suchen die Nahrung in verschiedenen Baumschichten und seltener am Boden und sammeln und horten Nahrung am Boden, in Astgabeln oder zwischen Lianen im Blattwerk der Bäume. Sie leben als Einzelgänger, im Bereich von saisonal vorkommenden Nahrungsquellen können sie sich jedoch zur gemeinsamen Futtersuche treffen. Die Weibchen sind vergleichsweise territorial und verteidigen Reviere gegenüber anderen Weibchen, die Territorien haben eine Größe von durchschnittlich 0,64 Hektar. Der Aktionsraum der Männchen ist bis zu 1,5 Hektar groß, wobei sich diese Territorien mit denen anderer Männchen überlappen.
Die Tieren bauen Nester aus Blättern und Zweigen im Geäst der Bäume. Die Paarungs- und Fortpflanzungszeit der Rotschwanzhörnchen liegt zwischen November und August. In dieser Zeit verfolgen mehrere Männchen die paarungsbereiten Weibchen, die sie mit Grunzlauten zur schnellen und nur 10 Sekunden dauernden Kopulation bringen wollen; danach verlieren sie das Interesse an den Weibchen. Der Östrus und damit die Fruchtbarkeit der Weibchen dauert nur einen Tag an. Die Tragzeit dauert etwa 45 Tage, danach erfolgt der Wurf von einem bis drei Jungtieren im Nest des Weibchens. Innerhalb einer Fortpflanzungsperiode kann ein Weibchen bis zu drei Würfe produzieren, die Jungtiere bleiben dabei jeweils etwa zwei Monate bei den Muttertieren und verlassen danach das Nest.
Die Mortalität der Jungtiere ist sehr hoch, nur ein kleiner Teil überlebt bis zur Geschlechtsreife. Die jährliche Überlebensrate der ausgewachsenen Tiere beträgt 50 bis 64 % der Population, die maximale Lebenszeit in der Wildnis liegt bei etwa sieben Jahren. Hauptfressfeinde der Hörnchen sind Affen, Katzen, Marder und Waschbären sowie Greifvögel und Schlangen. Bei Bedrohung stoßen sie Alarmrufe in Form heiserer chucks aus, meistens bleiben sie jedoch ruhig und verhalten sich still.

## Systematik
Das Rotschwanzhörnchen wird als eigenständige Art innerhalb der Gattung der Eichhörnchen (Sciurus) eingeordnet, die aus fast 30 Arten besteht. Die wissenschaftliche Erstbeschreibung stammt von Alexander von Humboldt aus dem Jahr 1811, der die Art anhand von Individuen aus Cartagena aus dem Departamento de Bolívar in Kolumbien beschrieb.
Innerhalb der Art werden mit der Nominatform insgesamt 32 Unterarten unterschieden:
- Sciurus granatensis granatensis: Nominatform; kommt im Bereich von Cartagena in Kolumbien vor. Die Rückenfärbung ist orange bis orangerot, die Bauchfärbung ist scharf abgegrenzt und weiß.
- Sciurus granatensis agricolae: kommt im Bereich von Magdalena in Kolumbien vor. Der Rücken ist leuchtend orange, die Bauchseite ist weiß und der Schwanz hat die Farbe von gebrannter Siena.
- Sciurus granatensis bondae: kommt ebenfalls im Bereich von Magdalena in Kolumbien vor. Der Rücken ist hell orange mit einer schwarzen Melierung, die Bauchseite ist weißlich.
- Sciurus granatensis candelensis: kommt bei Huila in Kolumbien vor. Es handelt sich um eine dunklere Form mit eher olivfarbener Rückenfärbung, die Innenseite der Beine ist rötlich-gelb.
- Sciurus granatensis carchensis: Im westlichen Teil der Anden in Ecuador. Die Unterart hat eine gräulich-ocker-sandfarbene Rückenfärbung mit Schwarzanteilen, der Bauch ist weißlich. Der Schwanz hat am Ansatz die gleiche Farbe wie der Rücken, der Rest ist ockerfarben-orange und die Schwanzspitze ist schwarz.
- Sciurus granatensis chapmani: kommt auf der Inselgruppe Trinidad und Tobago vor. Es handelt sich um eine kleine gelblich-rotbraune Form.
- Sciurus granatensis chiriquensis: kommt in Panama vor. Die Unterart ist mittelgroß und besitzt einen gelben bis orangeroten Bauch.
- Sciurus granatensis chrysuros: kommt nahe der kolumbianischen Hauptstadt Bogotá vor. Es handelt sich um eine große gelbliche bis rötlich-braune Form mit einem gelben Bauch und einer schwarzen Schwanzspitze.
- Sciurus granatensis ferminae: kommt in der Provinz Napo im östlichen Ecuador vor. Sie entspricht in der Färbung S. g. griseogena, die Unterseite tendiert jedoch stärker zu einem braunen als zu einem olivfarbenen Farbton. Die Postaurikularflecke (Hinter-Ohren-Flecke) sind klein und gut erkennbar, der Schwanz ist rot.
- Sciurus granatensis gerrardi: kommt nahe der Stadt Medellín in Kolumbien vor. Die Form hat eine rote Rücken- und Bauchfarbe, auf dem Rücken befindet sich ein schwarzes Medianband. Der Schwanz hat einen schwarzen Ansatz und einen roten Mittelteil.
- Sciurus granatensis griseimembra: kommt im zentralen Zug der Anden in Kolumbien vor. Die Form ist dunkel und mehr olivfarben, die Innenseite der Schenkel ist grau.
- Sciurus granatensis griseogena: lebt im Küstengebiet von Venezuela. Die Form ist charakterisiert durch einen roten Schwanz mit schwarzer Spitze.
- Sciurus granatensis hoffmanni: kommt nahe der Stadt San José in Costa Rica vor. Es handelt sich um eine mittelgroße Unterart mit gelber bis orangeroter Unterseite.
- Sciurus granatensis imbaburae: lebt in der Provinz Imbabura in Ecuador. Der Rücken ist ockerfarben-gelbbraun mit schwarzen Anteilen, der Bauch ist orange und der Schwanz besitzt eine schwarze Spitze.
- Sciurus granatensis llanensis: lebt in der Region Los Llanos in Venezuela. Im Vergleich zu S. g. griseogena ist die Form größer und besitzt orangefarbene Vorderbeine, Schultern und eine ebenso gefärbte Bauchseite.
- Sciurus granatensis manavi: lebt in der Provinz Manabí in Ecuador. Es handelt sich um eine mittelgroße Form mit bräunlicher Färbung. Die Bauchseite ist rötlich, der Schwanzansatz schwarz.
- Sciurus granatensis maracaibensis: kommt im Bereich des Lago de Maracaibo in Venezuela vor. Die Form hat eine dunkle, fast schwarze, Rückenseite, und nur die Schultern und die Bauchseite sind orange-rötlichbraun.
- Sciurus granatensis meridensis: lebt im Bereich der Stadt Mérida in Venezuela. Diese Form besitzt einen roten Schwanz mit schwarzer Schwanzspitze.
- Sciurus granatensis morulus: kommt im Bereich des Panama-Kanals in Panama vor. Die Rückenseite ist rötlich, der Bauch ist leuchtend orange-rotbraun.
- Sciurus granatensis nesaeus: lebt auf der zu Venezuela gehörenden Isla Margarita. Sie hat eine helle ockerfarbene Rücken- und Schwanzfärbung und einen hellen orangebraunen Bauch.
- Sciurus granatensis norosiensis: kommt in Bolívar in Kolumbien vor. Die Färbung ist hell agouti mit einem helleren und weniger schwarzen Rücken und einem roten Bauch.
- Sciurus granatensis perijae: kommt im Bereich von Magdalena in Kolumbien vor. Die Form ist orange und schwarz gefärbt, hat eine schwarze Medianlinie und orangefarbene Schultern und einen weißen Bauch.
- Sciurus granatensis quindianus: lebt im Departamento Valle del Cauca in Kolumbien. Es handelt sich um eine große Form mit einem dunklen schwarzen Rückenstreifen und einer schwarzen Schwanzspitze.
- Sciurus granatensis saltuensis: kommt im Bereich von Magdalena in Kolumbien vor. Die Form hat eine hell gelblich-orangefarbene Rückenfärbung, die schwarz durchsetzt ist, und einen weißen Bauch.
- Sciurus granatensis soederstroemi: kommt im Bereich der ecuadorianischen Hauptstadt Quito vor. Es handelt sich um eine kleine bräunliche Form mit ockerfarbener Unterseite.
- Sciurus granatensis splendidus: kommt im Bereich von Magdalena in Kolumbien vor. Die Unterart ist oberseits dunkelrot und am Bauch weiß gefärbt.
- Sciurus granatensis sumaco: lebt im Bereich des Vulkans Sumaco im östlichen Ecuador. Die Unterart ist mehr grau, der Schwanz ist schwarz und sandfarben ohne Rotanteile.
- Sciurus granatensis tarrae: kommt im Departamento de Santander in Kolumbien vor. Es handelt sich um eine sehr dunkle Form, die oberseits einheitlich agoutifarben und unterseits tiefrot ist.
- Sciurus granatensis valdiviae: lebt in Antioquia in Kolumbien. Die Form hat eine schwarz-gelbliche Rückenfärbung und einen rötlich-orangeroten Bauch. Der Schwanz ist am Ansatz schwarz und besitzt eine schwarze Spitze.
- Sciurus granatensis variabilis: kommt im Bereich von Magdalena in Kolumbien vor. Die Unterart ist groß mit einer roten und schwarzen Rückenfärbung und einem scharf abgegrenzten weißen Bauch.
- Sciurus granatensis versicolor: lebt im nördlichen Ecuador. Die Unterart ist sowohl auf der Rücken- wie auch auf der Bauchseite rot. Auf dem Rücken besitzt sie einen schwarzen Medialstreifen und der Schwanz ist am Ansatz und in der Spitze schwarz.
- Sciurus granatensis zuliae: kommt in Venezuela im Grenzgebiet zu Kolumbien vor. Es handelt sich um eine rote Form mit einer schwarzen Schwanzspitze.

## Status, Bedrohung und Schutz
Das Rotschwanzhörnchen wird von der International Union for Conservation of Nature and Natural Resources (IUCN) als nicht gefährdet („Least Concern“) gelistet. Begründet wird dies mit dem großen Verbreitungsgebiet und der angenommenen großen Bestandsgröße sowie der Toleranz der Art gegenüber Lebensraumveränderungen. Die Tiere kommen zudem in zahlreichen geschützten Gebieten vor und die Populationen sind stabil, potenzielle bestandsgefährdende Bedrohungen sind nicht bekannt.
In Gebieten, in denen die Hörnchen im Bereich von landwirtschaftlich genutzten Flächen leben, werden sie als Schädlinge betrachtet und können einen hohen wirtschaftlichen Schaden anrichten. Sie leben in Bäumen am Feldrand und auch in städtischen Gebieten und ernähren sich hier von Getreide, Früchten und Nüssen. Sie werden entsprechend als Schädlinge bejagt, regional stellen sie auch eine Fleischquelle dar.

## Belege
1. 1 2 3 4 5 6 7 8 9 10  Richard W. Thorington Jr., John L. Koprowski, Michael A. Steele: Squirrels of the World. Johns Hopkins University Press, Baltimore MD 2012, ISBN 978-1-4214-0469-1, S. 52–54.
2. 1 2  Sciurus granatensis in der Roten Liste gefährdeter Arten der IUCN 2015.3. Eingestellt von: J. Koprowski, L. Roth, R. Timm, R. Samudio, F. Reid, L. Emmons, 2008. Abgerufen am 17. November 2015.
3. 1 2 3  Sciurus granatensis In: Don E. Wilson, DeeAnn M. Reeder (Hrsg.): Mammal Species of the World. A taxonomic and geographic Reference. 2 Bände. 3. Auflage. Johns Hopkins University Press, Baltimore MD 2005, ISBN 0-8018-8221-4.